# 두처제
"두처제"는 2016년에 개봉한 대한민국의 영화이다.

## 캐스팅
- 위지웅 : 형부 역
- 하빈 : 큰처제 역
- 정향 : 작은처제 역